# Doświadczenie Michelsona-Morleya

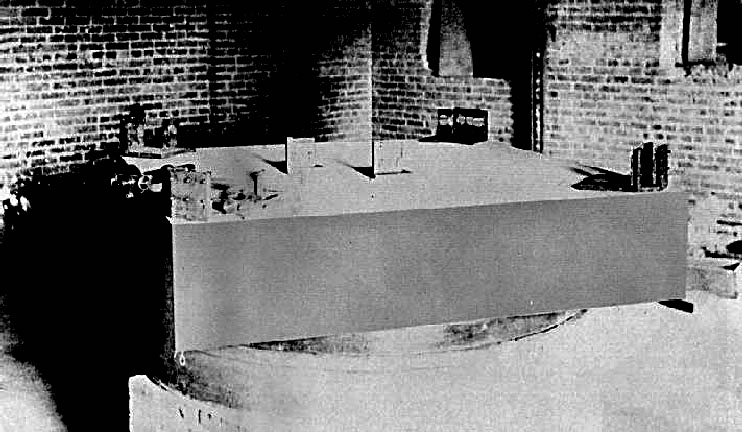
Stanowisko eksperymentu w Cleveland, stan Ohio.

Doświadczenie Michelsona-Morleya – eksperyment zaliczany obecnie do najważniejszych doświadczeń w historii fizyki. Miał na celu wykazanie ruchu Ziemi względem hipotetycznego eteru poprzez porównanie prędkości światła w różnych kierunkach względem kierunku ruchu Ziemi. Doświadczenie zostało przeprowadzone w 1887 roku przez Alberta Michelsona i Edwarda Morleya, jako poprawiona wersja doświadczenia Michelsona z roku 1881.
Dało ono wynik negatywny, co stało się doświadczalnym potwierdzeniem stałości prędkości światła w układzie odniesienia źródła i wykluczyło istnienie eteru statycznego lub częściowo wleczonego.

## Powód przeprowadzenia eksperymentu

Hipotetyczny „wiatr eteru” wywołany ruchem Słońca i Ziemi wokół Słońca

Fizyka w XIX w. zakładała, że fale rozprzestrzeniają się tylko w ośrodkach sprężystych (przykładowo dźwięk – w powietrzu). Światło, według tej koncepcji, jako fala elektromagnetyczna też powinno rozprzestrzeniać się w jakimś sprężystym ośrodku, który nazywano eterem. Eter miałby wypełniać całą przestrzeń, pozostawać w spoczynku względem Wszechświata i wyznaczać wyróżniony układ odniesienia. Prędkość światła powinna być stała względem tego ośrodka, a dla obserwatorów poruszających się względem eteru – inna i równa różnicy wektorowej prędkości światła w ośrodku i prędkości obserwatora względem ośrodka.
Ziemia wraz ze Słońcem porusza się względem Wszechświata, na to nakłada się jej ruch wokół Słońca z prędkością 30 km/s, zatem powinna poruszać się względem eteru.
James Clerk Maxwell zauważył, że mierząc prędkość światła w różnych okresach roku lub doby można by wyznaczyć prędkość ruchu Ziemi względem eteru, ale nie wierzył w możliwość wykonania doświadczenia z wystarczająco dużą dokładnością.

## Doświadczenie Michelsona

Ilustracja doświadczenia Michelsona-Morleya
A – źródło światła monochromatycznego
B – półprzepuszczalna płytka
C – zwierciadła
D – ekran

Doświadczenie weryfikujące koncepcję Maxwella obmyślił i przeprowadził w roku 1881 amerykański fizyk, Albert Michelson. Uznał, że do określenia prędkości wiatru eteru nie potrzeba wyznaczać prędkości światła, wystarczy porównać prędkość światła w różnych kierunkach. Skonstruował przyrząd nazwany później interferometrem Michelsona.
W interferometrze wiązka światła zostaje podzielona półprzezroczystą płytką na dwie prostopadłe wiązki, które po odbiciu od zwierciadeł i powtórnym przejściu przez płytkę trafiają do teleskopu, w którym widać jasne i ciemne prążki jako wynik interferencji obu wiązek. Obraz interferencji zależy od różnicy czasu przebiegu obu wiązek między płytką a zwierciadłami, bo w pozostałej części drogi światła obie wiązki biegną tą samą drogą. Gdyby czas przebiegu światła między płytką a zwierciadłem 1 zmienił się o inną wartość niż czas dla drugiej drogi, to układ prążków interferencyjnych przesunąłby się. W ten sposób można wyznaczyć nawet niewielkie różnice w prędkości rozchodzenia się światła.
Gdyby istniał wiatr eteru, wystarczyłoby obrócić interferometr, a układ prążków powinien przesuwać się. Michelson, jako dokładny obserwator, oszacował, że dokładność pomiaru urządzenia jest 4 razy większa od przesunięcia prążków, jakie powinien uzyskać dla prędkości ruchu Ziemi wokół Słońca.
Ku swojemu zaskoczeniu nie wykrył ruchu prążków. Wynik doświadczenia był zdumiewający dla ówczesnych fizyków, powszechnie wątpiono w prawdziwość i dokładność pomiaru.

## Drugie doświadczenie
Dla potwierdzenia swoich obserwacji Michelson postanowił powtórzyć swoje doświadczenie. Wraz z Edwardem Morleyem opracowali i skonstruowali aparaturę, w której zwiększyli dziesięciokrotnie długość drogi światła, zwiększając w ten sposób dokładność pomiaru. By zapobiec nawet najmniejszym drganiom zwierciadeł, układ interferometru pływał w korytach wypełnionych rtęcią. Pomimo takiej precyzji i przeprowadzenia wielu powtórzeń pomiarów w wielu kierunkach, przez rok nie zauważono zmian w układzie prążków interferencyjnych.
Na początku XX w. doświadczenie było wielokrotnie powtarzane w różnych warunkach i zawsze z takim samym skutkiem.

## Wyjaśnienia
- Wynik można wyjaśnić tym, że w dniu wykonywania eksperymentu Ziemia znajdowała się w układzie spoczynku eteru. Jednak w innych dniach i porach roku – kiedy Ziemia porusza się w innym kierunku – wynik także jest negatywny. To przekreśla koncepcję statycznego eteru z transformacją galileuszowską.
- Wynik eksperymentu próbowano wyjaśnić założeniem, że eter w pobliżu Ziemi jest przez nią unoszony, w efekcie czego – nieruchomy względem niej, podczas gdy dalej od niej pozostaje ruchomy. Jednak takie zachowanie eteru powinno spowodować charakterystyczne krążenie gwiazd widzianych z Ziemi po elipsach, czego nie obserwuje się.
- Jedną z hipotez przedstawił George Francis Fitzgerald, a potem Hendrik Antoon Lorentz. Zaproponował, że ruch ciał względem eteru skraca długość ciała o czynnik {\displaystyle \textstyle {\sqrt {1-v^{2}/c^{2}}}} (gdzie {\displaystyle v} i {\displaystyle c} to odpowiednio prędkości ciała oraz światła). Rozwinięcie tej koncepcji znane jest obecnie jako transformacja Lorentza. Lorentz w 1904 rozwinął tę koncepcję w całą teorię eteru Lorentza, przypominającą późniejszą szczególną teorię względności (STW).
- Ostatecznie zrezygnowano z wyjaśnienia doświadczenia Michelsona-Morleya na gruncie koncepcji eteru. Jest ono natomiast zgodne z ogłoszoną przez A. Einsteina w 1905 roku STW, według której prędkość światła w próżni jest jednakowa we wszystkich inercjalnych układach odniesienia wprost z definicji.
- W 1908 Walther Ritz zaproponował wyjaśnienie tego doświadczenia przez teorię emisyjną. Została ona jednak wykluczona przez inne doświadczenia.
- Negatywny wynik doświadczenia można też wyjaśnić przez transformacje Voigta, różniące się od transformacji Lorentza o czynnik skali. Zamiast skrócenia obiektów wzdłuż kierunku ruchu przewidują one wydłużenie w kierunku prostopadłym do prędkości. Jednak Voigt w 1887 wprowadził swoje transformacje przed doświadczeniem Michelsona-Morleya oraz nie były one nigdy odnoszone wprost do fizyki, eteru ani optyki[potrzebny przypis].